# شورش فوجیوارا نو ناکامارو

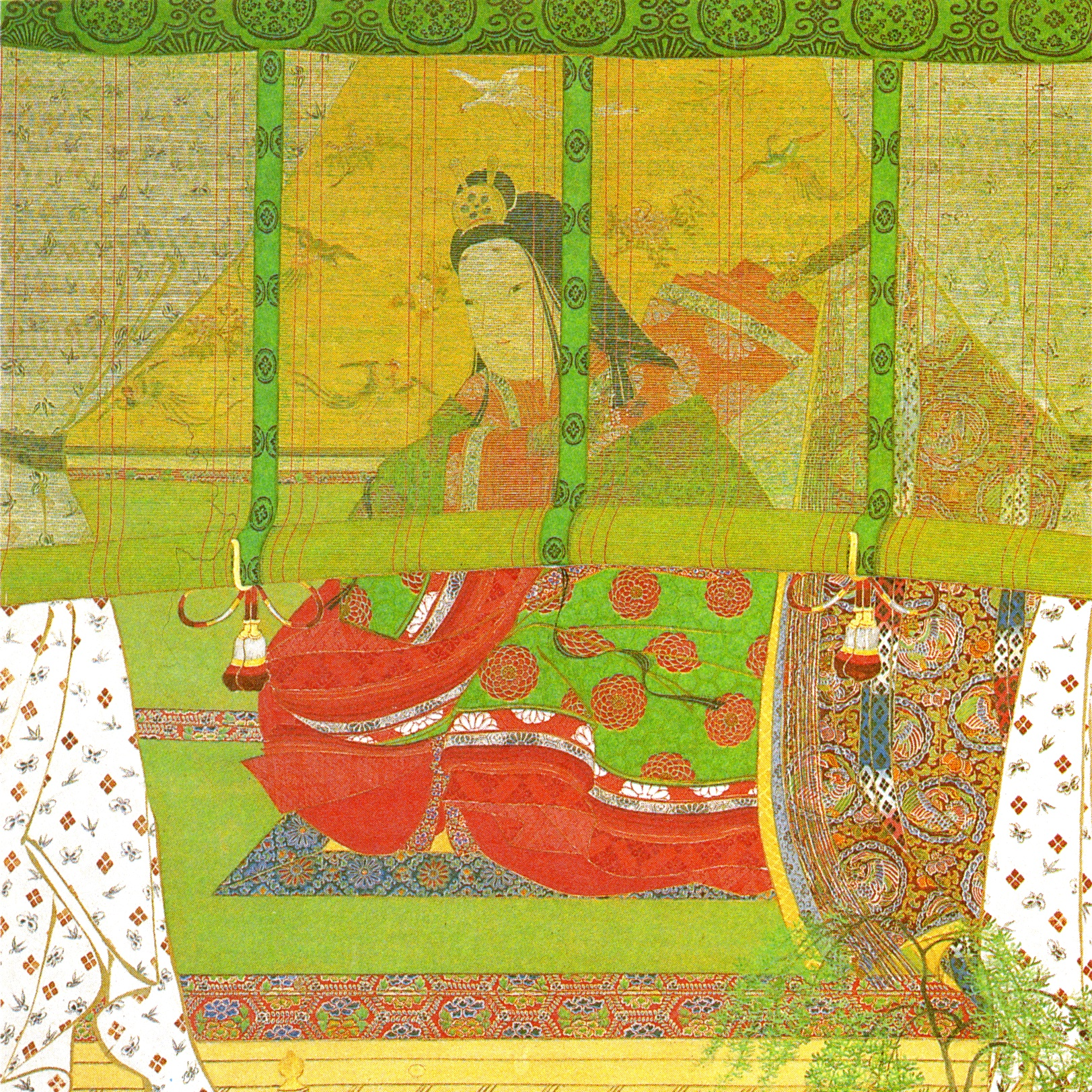
فوجیوارا نو ناکامارو

شورش فوجیوارا نو ناکامارو (به ژاپنی: 藤原仲麻呂の乱, fujiwara no nakamaro no ran)، شورش امی، درگیری نظامی کوتاه مدت و ناموفق دوره نارا در ژاپن ناشی از درگیری قدرت بین امپراتریس کوکن و چهره اصلی سیاسی آن زمان فوجیوارا نو ناکامارو از خاندان قدرتمند فوجیوارا بود.